# Dominique Demers
 (juillet 2017).
Pour les articles homonymes, voir Demers.
Dominique Demers, née le 23 novembre 1956 à Hawkesbury, est une doctoresse en littérature jeunesse, auteure et scénariste québécoise d'origine franco-ontarienne. Elle est surtout connue pour ses nombreux ouvrages de littérature d'enfance et de jeunesse.

## Biographie
À 17 ans, elle déménage à Montréal pour faire un baccalauréat en études littéraires à l'Université McGill. Elle obtient par la suite un certificat en enseignement à l'Université de Montréal. Elle y découvre une passion pour la littérature jeunesse, ce qui la pousse à faire une maîtrise en littérature jeunesse à l'Université du Québec à Montréal. Elle poursuit sa spécialisation avec un doctorat en littérature jeunesse à l'Université de Sherbrooke en 1994. Sa thèse porte sur la représentation et la mythification de l'enfance dans la littérature jeunesse du XVIIe siècle à aujourd'hui. Boursière post-doctorale, elle poursuit des travaux au sein du Groupe de recherche sur les jeunes et les médias de l'Université de Montréal, ce qui complétera ses longues années d’études. Sa formation très poussée lui permet de travailler en tant que journaliste, critique littéraire, animatrice, conteuse, écrivaine, scénariste, professeure, conférencière et formatrice.
Dominique Demers amorce sa carrière en tant que journaliste en travaillant pendant douze ans pour le magazine Châtelaine et le magazine l'Actualité,. Elle est également critique de littérature jeunesse pour le journal Le Devoir,,. Ces collaborations l’ont amenée à réaliser des entrevues, des enquêtes de toutes sortes, des critiques et des portraits. Pour son travail journalistique, elle reçoit plusieurs prix. Ainsi obtient-elle en 1986 le prix Jackman et en 1987 le prix Judith-Jasmin pour le meilleur article de magazine. Elle reçoit le prix Paul-Henri Lapointe en 1989 pour un article en architecture et le prix de l’association québécoise des éditeurs de magazines en 1991 et 1992.
Elle produit aussi des dossiers pour la télévision et la radio. Entre autres, elle travaille à la conception des trois saisons de l’émission Dominique raconte… à la télévision de Radio-Canada dans laquelle elle raconte des histoires aux enfants. Ce sont plus de 150 livres que Dominique Demers a ainsi racontés aux jeunes téléspectateurs.
Dominique Demers compte une expérience de professeur. Elle enseigne la littérature jeunesse pendant plus de quinze ans à l'Université du Québec à Montréal, ainsi qu'à l'Université de Sherbrooke. Poussant sa passion au bout, elle affirme qu’elle préférait donner ses cours sous forme de contes plutôt que de s'astreindre au cadres des cours magistraux.
Sa carrière d’écrivaine s'amorce en 1991 avec la sortie de son tout premier roman Valentine picotée, inspiré de ses trois enfants, Simon, Alexis et Marie. En effet, c’est en jouant au jeu d’inventer une histoire avec son fils Alexis pendant un jour pluvieux que cette histoire prend forme. Étant donné son grand succès et la mention du livre pour enfants le plus populaire de l’année, l’éditeur demande à Dominique Demers d’écrire d’autres romans. Elle hésite devant cette proposition, car, à cette époque, elle aime beaucoup son métier de journaliste, un rêve d'enfance. Elle choisit finalement de faire un test d’écriture et s’isole dans son chalet dans les Laurentides pour deux périodes d’une durée de cinq jours pour faire le plan du premier roman de la série Marie-Tempête, Un hiver de tourmente. La publication de ce roman est un tournant dans la vie de l'auteur, car cette expérience d'écriture change sa perception de son métier. Pour elle, favoriser la lecture chez les jeunes est crucial et c’est le rôle des adultes « entremetteurs ». Ainsi donc, elle écrit et publie un ouvrage, en 2009, Au bonheur de lire, dans lequel elle donne des trucs pour favoriser la lecture chez les jeunes et une banque d’albums recommandés. Aujourd'hui, Dominique Demers continue de donner des conférences aux enseignants, aux bibliothécaires et aux parents pour partager son bonheur de lire aux enfants, aux adolescents et aux adultes. Elle croit fermement que la littérature jeunesse n'est « pas un tremplin, mais une finalité. »
L'œuvre de Dominique Demers compte près d'une centaine de livres pour enfants, adolescents et adultes. Les romans transmettent des valeurs de curiosité, de partage et de tolérance, ainsi que des messages d’espoir aux jeunes. L'auteure souhaite leur donner l’espoir de croire en leurs rêves et d’affronter les tempêtes pour retrouver le soleil. Elle affirme que la littérature lui a sauvé la vie, et qu’elle lui permet souvent de passer au travers de journées difficiles. Lorsqu’elle n’est pas occupée à donner des conférences ou à lire des livres pour le plaisir, Dominique Demers occupe son temps libre avec sa famille et ses amis. Elle aime se recueillir dans son chalet dans les Laurentides et profiter de la nature qui l’entoure pour pratiquer ses sports de plein air favoris. Pour elle, ces moments de plaisir sont la clé du bonheur.
Pendant trois années, elle a assumé le rôle de présidente d’honneur du Salon du livre.
Elle est la mère de l'écrivaine Marie Demers.

## Ses personnages

### Marie-Tempête
La série Marie-Tempête comprend les romans Un hiver de tourmente, Les grands sapins ne meurent pas, Ils dansent dans la tempête et Pour rallumer les étoiles en 2 tomes. Les trois premiers romans, pré destinés aux adolescents, ont été regroupés par Québec-Amérique dans un roman intitulé Marie-Tempête destiné aux adultes.
En 2005, elle met en scénario Un hiver de tourmente pour un feuilleton télévisé.
Pour écrire le premier tome de cette série ayant pour héroïne Marie-Tempête, Dominique s'est inspiré de sa propre adolescence, à l'âge de 14 ans. Elle raconte la mort de sa mère et ses premières histoires d’amour. Par la suite, l’auteur se détache de sa propre histoire pour donner suite aux aventures de Marie-Lune qui basculent dans la fiction.
En 2006, seize années plus tard, Dominique Demers s’est senti interpellée par la vie de son personnage aujourd’hui et elle a décidé d’écrire un quatrième roman Pour rallumer les étoiles, visant particulièrement les adultes. Ce roman raconte ce que sont devenus Marie-Lune et son fils Gabriel, 16 ans plus tard. Pour écrire ces romans sur le thème de l’adoption au Québec, l'auteure a fait des recherches et reçu les confidences de plusieurs personnes l’ayant vécu. Avant d’écrire ce roman, elle en avait fait le plan, mais c’est en plein processus d’écriture que la fin de l’histoire a pris tout son sens.
Par cette série, Dominique Demers souhaite parler aux jeunes des émotions intenses qu’ils pourraient être appelés à vivre dans leur passage de l’adolescence et l’âge adulte. Elle souhaite qu’ils puissent se situer par rapport à leurs émotions et qu’ils se sentent moins seuls lorsqu’ils traversent les épreuves de la vie. Selon elle, ce qui est le plus dangereux dans l'existence, c’est de se sentir seuls, sans attaches pour affronter les coups durs. Elle veut donc faire comprendre aux jeunes, à travers ses romans, qu’il faut danser dans la tourmente, car un jour, la tempête cesse et le soleil revient.

### Alexis
À travers la série de Marie-Lune, Dominique Demers écrit aussi des suites au premier roman Valentine picotée de la série Alexis (Toto la brute, Marie la chipie, Roméo Lebeau, Léon maigrichon, Alexa gougougaga, Macaroni en folie)
Le roman Valentine picotée reçoit la mention du livre pour enfants le plus populaire de l'année à sa parution.

### Mademoiselle Charlotte
Une autre série de livres pour enfants voit également le jour en 1994 avec comme personnage principal la fameuse Mademoiselle Charlotte. Son personnage serait à l’image de son auteur, car Dominique Demers considère impossible une vie sans plaisir. En France, où les romans sont publiés aux éditions Gallimard, La Nouvelle Maîtresse obtient le Prix littéraire Tatoulu décerné par les écoliers.
Le personnage de Mademoiselle Charlotte sort de l’ordinaire, car il permet aux enfants de vivre leur enfance sans être emprisonné dans le moule de la performance.
L'auteure s’inspire de son amour pour les sports pour écrire La Fabuleuse Entraîneuse, car elle pratique elle-même plusieurs sports dont le ski, la natation et le cyclisme. Pour elle, le sport doit rester quelque chose d’agréable qui aide à libérer les tensions. C’est aussi pour cette raison que son personnage d’entraîneuse ne met pas l’accent sur la performance sportive, mais plutôt sur le plaisir à être en action
Deux films seront même développés à partir des histoires de Mademoiselle Charlotte, La Mystérieuse Mademoiselle C. et L'Incomparable Mademoiselle C. Grâce à ces adaptations au cinéma, l'auteur reçoit le prix Gryphon au Festival du film Giffoni en Italie et une nomination aux prix Génie et Jutra.

### Jacob Jobin
Dominique Demers reçoit trois prix consécutifs avec le premier tome de La Grande Quête de Jacob Jobin, trilogie qu’elle a écrite alors qu’elle se battait contre un cancer particulièrement agressif.

## Œuvres

### Contes pour enfants
- L'École des Grouillevite, Vidéo-Presse, 1979[2]
- Laurent et sa poudre d'idées, Vidéo-Presse, 1979[2]
- La Mission secrète des oies, Vidéo-Presse, 1979[2]
- Boucle d'Or et les trois ours : un conte classique (ill. Joanne Ouellet), Éditions Imagine, 2005 (ISBN 2896080198)
- Oupilaille et le poil de dragon (ill. Manon Gauthier), Éditions Imagine, 2007 (ISBN 9782896080496)
- Oupilaille et le vélo rouge (ill. Manon Gauthier), Éditions Imagine, 2009 (ISBN 9782896080601)

### Albums jeunesse
- Perline Pompette (ill. Marie-Claude Favreau), Dominique et compagnie, 1999 (ISBN 9782895129288)
- Vieux Thomas et la petite fée (ill. Stéphane Poulin), Dominique et compagnie, 2000 (ISBN 9782896864133)
- Pour Noël, Damien veut un chien (ill. Hélène Desputeaux), Les 400 coups, 2002 (ISBN 9782895400851)
- Annabel et la bête (ill. Stéphane Poulin), Dominique et compagnie, 2002 (ISBN 9782895121961)
- L'oiseau des sables (ill. Stéphane Poulin), Dominique et compagnie, 2003 (ISBN 9782895123125)
- Tous les soirs du monde (ill. Nicolas Debon), Gallimard Jeunesse, 2005 (ISBN 9782070558414)
- Pétunia, princesse des pets (ill. Catherine Lepage), Dominique et compagnie, 2005 (ISBN 9782895124450)
- La plus belle histoire d'amour (ill. Philippe Béha), Éditions Imagine, 2006 (ISBN 9782896080229)
- Le secret de Petit Poilu (ill. Steve Beshwaty), Éditions Imagine, 2007 (ISBN 9782896080502)
- Gratien Gratton, prince de la grattouille (ill. Fil et Julie), Dominique et compagnie, 2008 (ISBN 9782895126720)
- Petit Poilu chez les Pioufs (ill. Steve Beshwaty), Éditions Imagine, 2009 (ISBN 9782896080625)
- Lustucru, le loup qui pue (ill. Jean Morin), Dominique et compagnie, 2010 (ISBN 9782895127802)
- Aujourd'hui, peut-être... (ill. Gabrielle Grimard), Dominique et compagnie, 2010 (ISBN 9782895129172)
- La vérité sur les vraies princesses (ill. Philippe Béha), Québec Amérique, 2012 (ISBN 9782764420744)
- Le dragon qui mangeait des fesses de princesse (ill. Annie Rodrigue), Dominique et compagnie, 2016 (ISBN 9782897391980)
- C'est l'histoire d'un ours (ill. Geneviève Després), Dominique et compagnie, 2016 (ISBN 9782897391966 et 9782897395865)
- Pilou, tous les soirs du monde (ill. Gaspard Talmasse), Éditions de la Bagnole, 2018 (ISBN 9782897142353)
- Dominique, grande sportive (ill. Boum), Fonfon, 2018 (ISBN 9782923813783)
- Dominique et son chien (ill. Boum), Fonfon, 2018 (ISBN 9782923813790)
- Dominique et ses amis (ill. Boum), Fonfon, 2018 (ISBN 9782923813806)
- Dominique s'imagine (ill. Boum), Fonfon, 2018 (ISBN 9782923813813)
- Mélodie et le Minouf (ill. Maira Chiodi), Dominique et compagnie, 2019 (ISBN 9782897854867)
- Le Pélican et moi (ill. Janou-Eve LeGuerrier), Auzou, 2021 (ISBN 9782898240171)
- La soupe au Yark! Ouache! Beurk! (ill. Pascale Constantin), Dominique et compagnie, 2022 (ISBN 9782898207235)

#### SérieLe Zlouck
- Le Zloukch (ill. Fanny), Les 400 coups, 2003 (ISBN 9782895401377)
- Zachary et son Zloukch (ill. Fanny), Les 400 coups, 2004 (ISBN 9782895401896)
- Le Gloubilouache (ill. Fanny), Les 400 coups, 2006 (ISBN 9782895402893)
- Le cornichonet gaffeur (ill. Fanny), Les 400 coups, 2008 (ISBN 9782895404255)
- Les Flipattes conteurs (ill. Fanny), Les 400 coups, 2009 (ISBN 9782895404187)

#### SérieLe petit Gnouf
- Le Noël du petit Gnouf (ill. Gabrielle Grimard), Dominique et compagnie, 2011 (ISBN 9782895129974)
- La magie de l'hiver (ill. Gabrielle Grimard), Dominique et compagnie, 2012 (ISBN 9782896861743)
- Le printemps des elfes (ill. Gabrielle Grimard), Dominique et compagnie, 2014 (ISBN 9782896869862)
- Trois histoires du petit Gnouf (ill. Gabrielle Grimard), Dominique et compagnie, 2016 (ISBN 9782897397616)
- L'été de la petite baleine (ill. Gabrielle Grimard), Dominique et compagnie, 2018 (ISBN 9782897398699)

### Romans jeunesse
- Géant, tu ne me fais pas peur! (ill. Marisol Sarrazin), ERPI, 2002 (ISBN 9782761313254)
- Le clip de Cendrillon (ill. Christine Battuz), ERPI, 2002 (ISBN 9782761313377)
- Le monde des grands (ill. Philippe Germain), ERPI, 2002 (ISBN 9782761313278)
- Le chien secret de Poucet (ill. Steve Beshwaty), Dominique et compagnie, 2002 (ISBN 9782895122722)
- Poucet, le cœur en miette (ill. Steve Beshwaty), Dominique et compagnie, 2005 (ISBN 9782895124627)
- La pire journée de Papi (ill. Daniel Dumont), Dominique et compagnie, 2010 (ISBN 9782895122678)
- Richard Migneault (dir.) (Lou Beauchesne, Dominique Demers, Bertrand Gauthier, Isabelle Lafortune, France Lapierre, Isabelle Larouche, Martine Latulippe, Émilie Rivard, Nathalie Roy, Delphine-Laure Thiriet, Gilles Tibo et Catherine Trudeau), Les petits mystères à l'école, Druide, 2021 (ISBN 9782897115845)

#### SérieAlexis
- Valentine picotée (ill. Philippe Béha), Québec Amérique, 1991 (ISBN 9782764413388)
- Toto la brute (ill. Philippe Béha), Québec Amérique, 1992 (ISBN 9782890378483)
- Marie la chipie (ill. Philippe Béha), Québec Amérique, 1997 (ISBN 9782890378247)
- Roméo Lebeau (ill. Philippe Béha), Québec Amérique, 1999 (ISBN 9782890379848)
- Léon Maigrichon (ill. Philippe Béha), Québec Amérique, 2000 (ISBN 9782764400777)
- Alexa Gougougaga (ill. Philippe Béha), Québec Amérique, 2005 (ISBN 9782764404218)
- Macaroni en folie (ill. Philippe Béha), Québec Amérique, 2009 (ISBN 9782764407202)

#### SérieMademoiselle Charlotte
- La nouvelle maîtresse (ill. Stéphane Poulin), Québec Amérique jeunesse, 1994 (ISBN 9782890376786)
- La mystérieuse bibliothécaire (ill. Stéphane Poulin), Québec Amérique jeunesse, 1997 (ISBN 9782890378292)
- Une bien curieuse factrice (ill. Stéphane Poulin), Québec Amérique jeunesse, 1999 (ISBN 9782890379978)
- Une drôle de ministre (ill. Stéphane Poulin), Québec Amérique jeunesse, 2001 (ISBN 9782764401217)
- L'étonnante concierge (ill. Stéphane Poulin), Québec Amérique jeunesse, 2005 (ISBN 9782764403846)
- La fabuleuse entraîneuse (ill. Stéphane Poulin), Québec Amérique jeunesse, 2007 (ISBN 9782764405598)
- Une gouvernante épatante (ill. Stéphane Poulin), Québec Amérique jeunesse, 2009 (ISBN 9782764407394)
- Une infirmière du tonnerre (ill. Fabio Pellegrino), Québec Amérique, 2018 (ISBN 9782764435939)

#### SérieLe secret des dragons
- Le secret des dragons (ill. Sophie Lussier), t. 1, Dominique et compagnie, 2015 (ISBN 9782897392635)
- Le secret des dragons (ill. Sophie Lussier), t. 2, Dominique et compagnie, 2015 (ISBN 9782897392642)
- Le secret des dragons (ill. Sophie Lussier), t. 3, Dominique et compagnie, 2015 (ISBN 9782897392659)
- Le secret des dragons (ill. Sophie Lussier), t. 4, Dominique et compagnie, 2015 (ISBN 9782897392666)
- Le secret des dragons (ill. Sophie Lussier), t. 5, Dominique et compagnie, 2016 (ISBN 9782897394714)
- Le secret des dragons (ill. Sophie Lussier), t. 6, Dominique et compagnie, 2016 (ISBN 9782897395438)

#### SérieLe retour des dragons
- L'île aux requins (ill. Annie Boulanger), Dominique et compagnie, novembre 2020 (ISBN 9782898201820)
- La disparition de Sam (ill. Annie Boulanger), Dominique et compagnie, mai 2021 (ISBN 9782898203084)
- Le combat de Sam (ill. Annie Boulanger), Dominique et compagnie, novembre 2021 (ISBN 9782898204609)

#### SérieScélératatouille
- La sorcière sans fesses (ill. Jessica Pauwels), Auzou, 2020 (ISBN 9782898240119)
- Amour, potion et poils de nombril! (ill. Jessica Pauwels), Auzou, 2023 (ISBN 9782898243769)
- Bébé, maléfices et cornichons! (ill. Jessica Pauwels), Auzou, 2024 (ISBN 9782898245183)

#### SérieTouti, le chien magique
- Touti, le chien magique (ill. Sophie Lussier), t. 1, Dominique et compagnie, 2017 (ISBN 9782897395193)
- Touti, le chien magique (ill. Sophie Lussier), t. 2, Dominique et compagnie, 2017 (ISBN 9782897398989)
- Touti, le chien magique (ill. Sophie Lussier), t. 3, Dominique et compagnie, 2018 (ISBN 9782897398996)

### Romans adolescents
- Ta voix dans la nuit, Québec Amérique, 2001 (ISBN 9782764401224)

#### SérieMaïna
- Maïna, Québec Amérique, 2017 (ISBN 9782890378988 et 9782764425510)
  - Maïna : L'appel des loups, t. 1, Québec Amérique, 1997 (ISBN 9782890378148)
  - Maïna : Au pays de Natak, t. 2, Québec Amérique, 1997 (ISBN 9782890378155)

#### SérieMarie-Lune
- Marie-Tempête, Québec Amérique, 1997  (ISBN 9782764405307)
  - Un hiver de tourmente, Québec Amérique, 1992  (ISBN 2890378497 et 9782764421369)
  - Les grands sapins ne meurent pas, Québec Amérique, 1993  (ISBN 2890376273 et 9782764421376)
  - Ils dansent dans la tempête, Québec Amérique, 1994  (ISBN 2890376672 et 9782764421383)

- Pour rallumer les étoiles, Québec Amérique, 2006  (ISBN 9782764405215)

#### SérieJacob Jobin
- La Grande Quête de Jacob Jobin : L'élu, t. 1, Québec Amérique, 2008 (ISBN 9782764406069)
- La Grande Quête de Jacob Jobin : Les trois vœux, t. 2, Québec Amérique, 2009 (ISBN 9782764406991)
- La Grande Quête de Jacob Jobin : La pierre bleue, t. 3, Québec Amérique, 2010 (ISBN 9782764407875)

### Romans adultes
- Le pari, Québec Amérique, 1999  (ISBN 9782890379831 et 9782764431337)
- Là où la mer commence, Québec Amérique, 2001  (ISBN 9782764412725)
- Pour que tienne la terre, Québec Amérique, 2014  (ISBN 9782764412411)
- Mon fol amour, Québec Amérique, 2017  (ISBN 9782764433843 et 9782764446492)
- L'albatros et la mésange, Québec Amérique, 2019 (ISBN 9782764438480)
- Tant qu'il y aura des oiseaux, Québec Amérique, 2024  (ISBN 9782764452318)
- Debout dans l'orage, Québec Amérique, 2025  (ISBN 9782764455111)[10]

### Autres
- La Bibliothèque des enfants, Le Jour éditeur, 1990 (ISBN 2890444090, lire en ligne)
- Du Petit Poucet au Dernier des raisins : Introduction à la littérature jeunesse (ill. Anne Villeneuve, avec la collaboration de Paul Bléton), Québec Amérique jeunesse, 1994 (ISBN 2890376664, lire en ligne)
- La Bibliothèque des enfants : des trésors pour les 0 à 9 ans, Québec Amérique, 1995, 2e éd. (ISBN 9782890376908)
- Au bonheur de lire : comment donner le goût de lire à son enfant de 0 à 8 ans, Québec Amérique, 2009 (ISBN 9782764406601, lire en ligne)
- Chronique d'un cancer ordinaire : Ma vie avec Igor, Québec Amérique, 2014 (ISBN 9782764427217)
- Écrire pour que tout devienne possible, Québec Amérique, 2023 (ISBN 9782764449127)

## Filmographie

### Au cinéma
- 2002 : La Mystérieuse Mademoiselle C. de Richard Ciupka
- 2004 : L'Incomparable Mademoiselle C. de Richard Ciupka
- 2013 : Maïna de Michel Poulette

### À la télévision
- 1998 : Regards d'enfance : Un hiver de tourmente de Bernard Favre
- 2003 : Dominique raconte...

## Prix et distinctions
- 1992 : Finaliste au Prix du Gouverneur général, Un hiver de tourmente
- 1993 :
  - Prix du livre M. Christie, Un hiver de tourmente
  - Finaliste au Prix du Gouverneur général, Les grands sapins ne meurent pas
- 1994 :
  - Prix du livre M. Christie, Les grands sapins ne meurent pas
  - Prix Le Signet d'Or
  - Prix Québec-Wallonie-Bruxelles de littérature de jeunesse
- 1996 : (international) « Honour List »[11] de l' IBBY pour Les grands sapins ne meurent jamais
- 1997 - Finaliste au Prix du Gouverneur général, Maïna, tomes 1 et 2
- 1998 :
  - Prix du livre M. Christie, La mystérieuse bibliothécaire
  - Palmarès Communication-Jeunesse des livres préférés des jeunes
- 1999 - Grand Prix littéraire de la Montérégie - Littérature jeunesse pour La mystérieuse bibliothécaire[12]
- 2000 :
  - (international) « Honour List »[13] de l' IBBY pour La mystérieuse bibliothécaire
  - Grand Prix littéraire de la Montérégie
  - Palmarès Communication-Jeunesse des livres préférés des jeunes
- 2002 - Palmarès Communication-Jeunesse des livres préférés des jeunes
- 2003 :
  - Prix Reconnaissance UQAM
  - Prix du livre M. Christie, L'Oiseau des sables
- 2004 -  Membre de l'Ordre du Canada[14]
- 2009: Finaliste au Prix Québec/Wallonie-Bruxelles: littérature jeunesse pour La grande quête de Jacob Jobin, tome 1[15]
- 2019 : Prix du Gouverneur général : littérature jeunesse de langue française - texte pour L'albatros et la mésange[16]